# Historique de l'AS Nancy-Lorraine en Coupe de France
 (juillet 2022).
La Coupe de France, compétition créée en 1917 et organisé sous l'égide de la FFF, est le premier des deux principaux titres remportés par l'AS Nancy-Lorraine. Elle remporte cette compétition en 1978.
Cette page s'intéresse aux résultats du club dans la compétition depuis sa création en 1967.
L'AS Nancy-Lorraine comptabilise, à la fin de la saison 2023-2024, 57 participations pour une victoire finale.

## Le parcours victorieux de 1978
L'AS Nancy-Lorraine remporte la Coupe de France et écrit le 13 mai 1978 au Parc des Princes la plus belle page de son histoire. Grâce à son fameux « coup de patte », Michel Platini marque pour Nancy, qui s’impose un but à zéro face à l'OGC Nice et obtient du même coup son premier ticket pour l’Europe, avec une qualification pour l'édition 1978-1979 de la Coupe des vainqueurs de Coupe.
| Entraîneur :  |
| Antoine Redin |

| Entraîneur : |
| Léon Rossi   |

| Entraîneur :  |
| Antoine Redin |

| Entraîneur : |
| Léon Rossi   |

## Tableau récapitulatif
| Saison    | 5e tour                      | 6e tour               | 7e tour                             | 8e tour                         | 32e de finale                     | Seizième de finale                 | Huitième de finale                | Quart de finale                    | Demi-finale                 | Finale         |  |
| --------- | ---------------------------- | --------------------- | ----------------------------------- | ------------------------------- | --------------------------------- | ---------------------------------- | --------------------------------- | ---------------------------------- | --------------------------- | -------------- |  |
| 1967-1968 |                              |                       |                                     | Nancy 2-0 AS Strasbourg         | Nancy 2-0 Mulhouse                | Nancy 2-1ap Brest                  | Metz 2-1 Nancy                    |                                    |                             |                |  |
| 1968-1969 |                              |                       |                                     | Champigny 0-2 N                 | Lyon 2-0ap Nancy                  |                                    |                                   |                                    |                             |                |  |
| 1969-1970 |                              |                       |                                     | Nancy 6-1 AS Amicale            | Beaume-Dames 2-1 Nancy            |                                    |                                   |                                    |                             |                |  |
| 1970-1971 |                              |                       |                                     | -                               | Nancy 1-0 Boulogne                | Nancy 1-0 Rouen                    | Bordeaux 3-2 Nancy (2-0 1-2)      |                                    |                             |                |  |
| 1971-1972 |                              |                       |                                     | -                               | Nancy 3-1 Wittelsheim             | Nancy 5-1 Lorient                  | Nancy 10-1 Poissy (2-0 8-1)       | Reims 2-0 Nancy (2-0 0-0)          |                             |                |  |
| 1972-1973 |                              |                       |                                     | -                               | Sochaux 2-1 Nancy                 |                                    |                                   |                                    |                             |                |  |
| 1973-1974 |                              |                       |                                     | -                               | Nancy 3-0 AS Strasbourg           | Nancy 3-4 Paris SG (1-2 2-2)       |                                   |                                    |                             |                |  |
| 1974-1975 |                              |                       | Lunéville 1-8 Nancy                 | Nancy 9-1 Saint-Quentin         | Nancy 2-1ap Gueugnon              | Nancy 8-1 Saint-Louis (5-0 3-1)    | Nancy 3-4 Saint-Étienne (1-1 2-3) |                                    |                             |                |  |
| 1975-1976 |                              |                       |                                     | -                               | Nancy 2-0 Mulhouse                | Haguenau 0-5 Nancy (0-2 0-3)       | Laval 2-4 Nancy (1-3 1-1)         | Nancy 3-2 Valenciennes (2-0 1-2ap) | Marseille 4-1 Nancy         |                |  |
| 1976-1977 |                              |                       |                                     | -                               | RC Strasbourg1-0 Nancy            |                                    |                                   |                                    |                             |                |  |
| 1977-1978 |                              |                       |                                     | -                               | Nancy 1-0 Pierrots Vauban         | Saint-Brieuc 0-5 Nancy (0-2 0-3)   | Nancy 3-1 Martigues (2-0 1-1)     | Valenciennes 0-3 Nancy (0-0 0-3)   | Sochaux 1-5 Nancy (1-0 0-5) | Nancy 1-0 Nice |  |
| 1978-1979 |                              |                       |                                     | -                               | Nancy 8-2 Creil                   | Lens 4-5 Nancy (1-2 3-3)           | Nancy 1-3 Angoulême (1-0 0-3)     |                                    |                             |                |  |
| 1979-1980 |                              |                       |                                     | -                               | Besançon 1-0 Nancy                |                                    |                                   |                                    |                             |                |  |
| 1980-1981 |                              |                       |                                     | -                               | Nancy 5-0 Club-Péléen             | Nîmes 3-5 Nancy (2-4 1-1)          | Nancy 3-4 Saint-Étienne (2-1 1-3) |                                    |                             |                |  |
| 1981-1982 |                              |                       |                                     | -                               | Nancy 3-0 Mulhouse                | Thonon 1-6 Nancy (1-3 0-3)         | Toulon 4-2 Nancy (2-1 2-1)        |                                    |                             |                |  |
| 1982-1983 |                              |                       |                                     | -                               | Nancy 2-0 Saint-Dizier            | Nancy 1-2 Laval (0-1 1-1)          |                                   |                                    |                             |                |  |
| 1983-1984 |                              |                       |                                     | -                               | Nancy 1-0 Gueugnon                | Sarreguemines 1-11 Nancy (0-2 1-9) | Monaco 6-1 Nancy (2-0 4-1)        |                                    |                             |                |  |
| 1984-1985 |                              |                       |                                     | -                               | Nancy 2-0 Annecy                  | Pau 0-4 Nancy (0-1 0-3)            | Nancy 2-5 Paris SG (2-1 0-4)      |                                    |                             |                |  |
| 1985-1986 |                              |                       |                                     | -                               | RC Strasbourg 2-1 Nancy           |                                    |                                   |                                    |                             |                |  |
| 1986-1987 |                              |                       |                                     | -                               | Paris SG 2-0 Nancy                |                                    |                                   |                                    |                             |                |  |
| 1987-1988 |                              |                       | Varangéville 0-6 Nancy              | Nancy 2-1 Gros-Morne            | Nancy 5-2ap Paris FC              | Nancy 1-2 Metz (1-0 0-2)           |                                   |                                    |                             |                |  |
| 1988-1989 |                              |                       |                                     | Nancy 1-0 FC Bourges            | Toulon 1-0 Nancy                  |                                    |                                   |                                    |                             |                |  |
| 1989-1990 |                              |                       | Nancy 3-1 Pierrots Vauban           | Dijon 1-1 Nancy (t.a.b. 6-7)    | Nancy 2-1 Nice                    | Lille 2-0 Nancy                    |                                   |                                    |                             |                |  |
| 1990-1991 |                              |                       |                                     | -                               | Dunkerque 2-3 Nancy               | Annecy 1-0ap Nancy                 |                                   |                                    |                             |                |  |
| 1991-1992 |                              |                       |                                     | -                               | Angoulême 0-2 Nancy               | Nancy 3-2 Paris SG                 | Nancy 2-1 FC Bourges              | Bastia 0-0 Nancy (t.a.b. 3-0)      |                             |                |  |
| 1992-1993 |                              |                       | Colmar 0-3 Nancy                    | AS Pirae 0-1 Nancy              | Forbach 1-0 Nancy                 |                                    |                                   |                                    |                             |                |  |
| 1993-1994 |                              |                       |                                     | Charleville 2-0 Nancy           |                                   |                                    |                                   |                                    |                             |                |  |
| 1994-1995 |                              |                       |                                     | Charnay 0-2 Nancy               | Ambert 0-1 Nancy                  | Nancy 2-1 Saint-Brieuc             | Bastia 0-1 Nancy                  | Nancy 0-2 Paris SG                 |                             |                |  |
| 1995-1996 |                              |                       |                                     | Nancy 3-1 Saint-Louis           | Rennes 1-2 Nancy                  | Nancy 0-0 Lille (t.a.b. 2-4)       |                                   |                                    |                             |                |  |
| 1996-1997 |                              |                       |                                     | -                               | Sochaux 3-1ap Nancy               |                                    |                                   |                                    |                             |                |  |
| 1997-1998 |                              |                       | Illhauesern 1-1 Nancy (t.a.b. 3-4)  | Nancy 2-1 Red Star              | Rouen 0-1 Nancy                   | Toulon 2-0 Nancy                   |                                   |                                    |                             |                |  |
| 1998-1999 |                              |                       |                                     | -                               | Laval 1-0 Nancy                   |                                    |                                   |                                    |                             |                |  |
| 1999-2000 |                              |                       |                                     | -                               | Thouars 1-0 Nancy                 |                                    |                                   |                                    |                             |                |  |
| 2000-2001 |                              |                       | Marnaval 0-2 Nancy                  | Raon-l'Étape 1-3 Nancy          | Nancy 1-2 RC Strasbourg           |                                    |                                   |                                    |                             |                |  |
| 2001-2002 |                              |                       | Reipertswiller 0-1 Nancy            | Nancy 1-0 Gueugnon              | Nancy 3-1ap Niort                 | Saint-Priest 0-2 Nancy             | Bastia 2-0 Nancy                  |                                    |                             |                |  |
| 2002-2003 |                              |                       | Saint-Dizier 2-2 Nancy (t.a.b. 2-3) | Créteil 2-2 Nancy (t.a.b. 5-6)  | Nancy 1-0ap Niort                 | Nancy 0-1 Metz                     |                                   |                                    |                             |                |  |
| 2003-2004 |                              |                       | Laon 1-3 Nancy                      | Vesoul 1-1 Nancy (t.a.b. 2-4)   | Nancy 0-0 Lille (t.a.b. 5-4)      | Brive 3-2ap Nancy                  |                                   |                                    |                             |                |  |
| 2004-2005 |                              |                       | Eloyes 0-4 Nancy                    | Arras 0-1 Nancy                 | Nancy 1-1 Ajaccio (t.a.b. 4-5)    |                                    |                                   |                                    |                             |                |  |
| 2005-2006 |                              |                       |                                     | -                               | RC Strasbourg 4-0 Nancy           |                                    |                                   |                                    |                             |                |  |
| 2006-2007 |                              |                       |                                     | -                               | Nancy 3-3 Lens (t.a.b. 8-9)       |                                    |                                   |                                    |                             |                |  |
| 2007-2008 |                              |                       |                                     | -                               | Nancy 2-1 Reims                   | Carquefou 2-1ap Nancy              |                                   |                                    |                             |                |  |
| 2008-2009 |                              |                       |                                     | -                               | Romorantin 0-0 Nancy (t.a.b. 4-2) |                                    |                                   |                                    |                             |                |  |
| 2009-2010 |                              |                       |                                     | -                               | Thiers 1-1 Nancy (t.a.b. 2-3)     | Nancy 0-2 Plabennec                |                                   |                                    |                             |                |  |
| 2010-2011 |                              |                       |                                     | -                               | Aurillac 2-2 Nancy (t.a.b. 3-4)   | Nîmes 1-2ap Nancy                  | Nancy 1-2 Le Mans                 |                                    |                             |                |  |
| 2011-2012 |                              |                       |                                     | -                               | Rennes 3-0 Nancy                  |                                    |                                   |                                    |                             |                |  |
| 2012-2013 |                              |                       |                                     | -                               | Dreux 1-5 Nancy                   | Nice 2-2 Nancy (t.a.b. 2-4)        | Minguettes 0-2ap Nancy            | ESTAC 3-0 Nancy                    |                             |                |  |
| 2013-2014 |                              |                       | RCSA 1-2 Nancy                      | AJA 3-1 Nancy                   |                                   |                                    |                                   |                                    |                             |                |  |
| 2014-2015 |                              |                       | Montceau 0-3 Nancy                  | ESTAC 0-3 Nancy                 | ASSE 1-0ap Nancy                  |                                    |                                   |                                    |                             |                |  |
| 2015-2016 |                              |                       | Dinsheim 2-4 Nancy                  | Sochaux 1-0ap Nancy             |                                   |                                    |                                   |                                    |                             |                |  |
| 2016-2017 |                              |                       |                                     |                                 | Besançon FC 0-3 Nancy             | CA Bastia 2-0 Nancy                |                                   |                                    |                             |                |  |
| 2017-2018 |                              |                       | Forbach 0-1 Nancy                   | Rungis 1-6 Nancy                | Nancy 2-3 Lyon                    |                                    |                                   |                                    |                             |                |  |
| 2018-2019 |                              |                       | Annecy 0-1 Nancy                    | St-Louis Neuweg 0-2 Nancy       | Le Puy 0-1 Nancy                  | Nancy 1-2ap Guingamp               |                                   |                                    |                             |                |  |
| 2019-2020 |                              |                       | Belfort Sud 1-2 Nancy               | ASP Vauban Strasbourg 1-3 Nancy | Grande Synthe 0-1 Nancy           | Belfort 3-1 Nancy                  |                                   |                                    |                             |                |  |
| 2020-2021 |                              |                       |                                     | Nancy 0-1 Sochaux               |                                   |                                    |                                   |                                    |                             |                |  |
| 2021-2022 |                              |                       | Plantières 1-3 Nancy                | Bischheim 0-1 Nancy             | ESTAC 1-1 Nancy (t.a.b. 2-4)      | Nancy 1-1 Rennes (t.a.b. 4-3)      | Nancy 0-2 Amiens                  |                                    |                             |                |  |
| 2022-2023 | Nancy 17-0 Nilvange          | Ohlungun 0-6 Nancy    | Reipertswiller 3-2 Nancy            |                                 |                                   |                                    |                                   |                                    |                             |                |  |
| 2023-2024 | Thaon 1-0 Nancy              |                       |                                     |                                 |                                   |                                    |                                   |                                    |                             |                |  |
| 2024-2025 | Eurville-Bienville 0-5 Nancy | Nancy 12-0 Dieulouard | Épinal 2-4 Nancy                    | Bastia 2-0 Nancy                |                                   |                                    |                                   |                                    |                             |                |  |

Légende : ( ) = Tirs au but (avec prolongation préalable), ap = après prolongation, Nancy = AS Nancy-Lorraine.
victoire finaleQualificationÉlimination

## Bilan
L'AS Nancy-Lorraine fait partie des 33 clubs ayant remporté au moins une fois la Coupe de France, elle se classe 27e au bilan des vainqueurs en compagnie du FC Lorient, du Toulouse FC, de l'Équipe fédérale Nancy-Lorraine, de l'EAC Roubaix, de l'AS Cannes et du Club français avec un titre chacun et aucune finale perdue, ce bilan étant mené par l'Olympique de Marseille avec 10 titres et 8 finales perdues.
Le Paris SG est le club que l'AS Nancy-Lorraine a le plus rencontré en Coupe de France avec 7 matchs : 2 victoires, 1 nul, 4 défaites.
| Résultat                                         | Nombre |
| ------------------------------------------------ | ------ |
| Vainqueur                                        | 1      |
| Finaliste                                        | 0      |
| Demi-finaliste                                   | 1      |
| Quart de finaliste                               | 4      |
| Huitième de finaliste                            | 11     |
| Seizième de finaliste                            | 14     |
| Trente-deuxième de finaliste                     | 20     |
| Élimination avant les trente-deuxièmes de finale | 7      |
| Total                                            | 58     |